# Brzytwa Ockhama

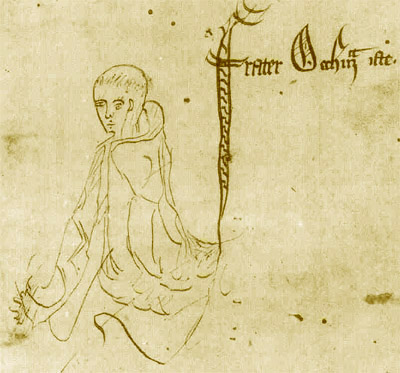
William of Ockham, szkic w dziele filozoficznym Suma logiczna (Summa logicae) z dopiskiem: frater Occham iste

Brzytwa Ockhama (nazywana także zasadą ekonomii myślenia) – zasada, zgodnie z którą w wyjaśnianiu zjawisk należy dążyć do prostoty, wybierając takie wyjaśnienia, które opierają się na jak najmniejszej liczbie pojęć i założeń. Tradycyjnie wiązana jest z nazwiskiem Williama Ockhama.
W metodzie naukowej brzytwa Ockhama ma znaczenie heurystyczne, tzn. jest użyteczną normą postępowania, wspomagającą tworzenie modeli teoretycznych zjawisk oraz ogólną wskazówką pozwalającą ocenić prawdopodobieństwo tego, która z dostępnych teorii naukowych może okazać się bliższa rzeczywistości w przyszłości. Nie ma jednak zastosowania do oceniania prawdziwości hipotez.

## Historia i sformułowania
Najbardziej znane sformułowanie tej zasady „Nie należy mnożyć bytów ponad potrzebę” (Entia non sunt multiplicanda praeter necessitatem) nie pochodzi od Ockhama, lecz od siedemnastowiecznego niemieckiego filozofa Johannesa Clauberga. Określenie takiej zasady jako brzytwy Ockhama (Novacula Occami et Nominalium) pojawia się po raz pierwszy u XVII-wiecznego filozofa i teologa Libertusa Fromondusa.
Zasady ekonomii myślenia formułowano już w starożytności (Platon w Parmenidesie, Arystoteles w Fizyce) oraz w filozofii średniowiecznej (Bonawentura i Jan Duns Szkot). Ockham zradykalizował jednak te twierdzenia i uczynił istotnym elementem swojej filozofii.
Zgodnie z filozofią Ockhama wielość traktowana jest jako niekonieczna, dlatego wymaga wyjaśnienia. Nie należy wprowadzać nowych pojęć, kategorii czy bytów, jeśli nie jest to uzasadnione poprzez rozum, doświadczenie lub Pismo Święte.

Nie wolno przyjąć niczego bez uzasadnienia, że ono jest, musi ono być oczywiste albo znane na mocy doświadczenia, albo zapewnione przez autorytet Pisma Świętego.

Zasada ta miała być narzędziem pozwalającym na krytykę nadmiernie rozbudowanych, spekulatywnych systemów średniowiecznej scholastyki.
W XVII wieku brzytwa Ockhama została oddzielona od swego średniowiecznego kontekstu i jako zasada ekonomii myślenia stała się podstawą nowożytnej metodologii nauki. Zgodnie z tym ujęciem nie należy wprowadzać nowych pojęć i założeń, jeśli nie ma się ku temu mocnych podstaw, a najprostsze rozwiązania teoretyczne, przyjmujące najmniejszą liczbę założeń, uważane są za najlepsze.